# 동행 (1983년 드라마)
《동행》은 1983년 10월 15일에 방영된 TV문학관이다.

## 줄거리
달빛이 휘영청 밝은 밤. 키 작은 사내(김진해)가 불안한 모습으로 도시를 빠져나가고 키 큰 사내(민지환)가 그 뒤를 그림자처럼 쫓아간다. 간이역에서 내린 두 사람은 자연스럽게 동행한다. 키 작은 사내는 자신의 기구한 삶과 얼마 전 저지른 죄를 자백한다. 키 큰 사내는 그가 죄인이라는 것을 확인하지만 선뜻 주머니속의 수갑을 꺼내지 못하는데...

## 출연
- 민지환
- 김진해
- 최정훈
- 하미혜
- 박경득
- 홍영자
- 서상익
- 오중훈
- 김동완
- 박현정
- 유병준
- 김채연
- 이형준
- 안대선
- 김시연
- 박성호
- 주덕호